# José Ibar
Artikeln följer den spanska namnseden; faderns efternamn är Ibar och moderns efternamn Medina.
José Ibar Medina, född den 4 maj 1969 i Santiago de Cuba, är en kubansk före detta basebollspelare (pitcher) som tog silver för Kuba vid olympiska sommarspelen 2000 i Sydney.